# ایچینومیا، آیچی (شهرک)
ایچینومیا، آیچی (شهرک) (به لاتین: Ichinomiya) یک منطقهٔ مسکونی در ژاپن است که در ناحیه چوبو واقع شده‌است. ایچینومیا ۱۶٬۴۴۰ نفر جمعیت دارد.